# Liste der Könige von Akšak
Die Könige von Akšak (um 2500 – um 2350 v. Chr.)
- Zuzu (um 2500)[3][4]
- Interregnum von Lagaš (um 2480)
- Unzi, 30 Jahre[5]
- Undalulu (um 2450), 6 oder 12 Jahre[6][7]
- Ur-Ur 6 Jahre[6]
- Puzur-Niraḫ 20 Jahre[6]
- Išu-Il 24 Jahre[6]
- Šu-Sîn (um 2360), 7 oder 24 Jahre[6][7]
- Išu-Il 24 Jahre[6]
- Gimil-Sîn 7 Jahre, letzter König von Akšak.[6][8]

Um 2370 v. Chr. fällt die Stadt Akšak an das Reich von Akkad.